# KaiOS
KaiOS是一个基于Linux的移动操作系统，用于键盘功能手机。由KaiOS Technologies (Hong Kong) Limited开发。一家总部位于香港跨國公司，最大股东是中国跨国电子集团TCL科技。KaiOS 运行在由低功耗硬件和低功耗（因此电池寿命长）制成的功能手机上。KaiOS支持现代连接技术，如4G LTE-E、VoLTE、GPS 和Wi-Fi。KaiOS运行基于HTML5的应用程序。KaiOS支持无线更新，并拥有专门的应用程序商店 (KaiStore)。一些应用程序是预加载的，包括Facebook和YouTube。截至 2020年4月1日，KaiStore已有500多个应用程序。 移动操作系统在硬件资源使用方面相对较轻，并且能够在只有256MB内存的设备上运行。

## 历史

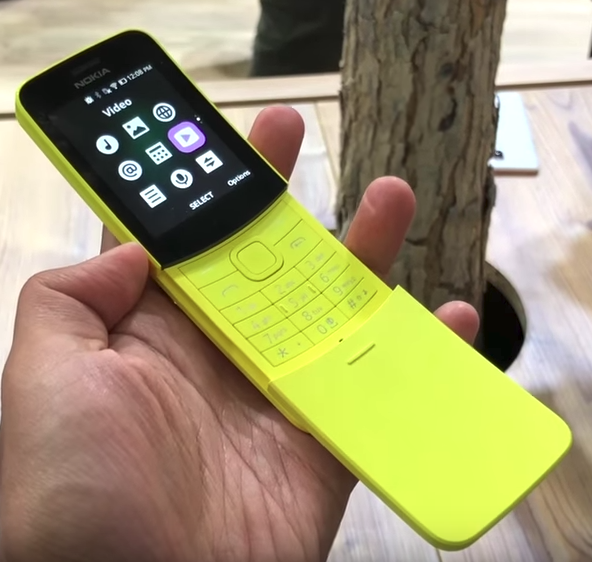
Nokia 8110

Jio Phone

KaiOS 是一个基于 Linux 的移动操作系统，用于键盘功能手机。 由 KaiOS Technologies (Hong Kong) Limited 开发。 一家总部位于香港跨國公司，最大股东是中国跨国电子集团TCL科技。  KaiOS 是从 B2G 分叉出来的，它是 Firefox OS 的一个开源社区驱动的分支，于 2016年被 Mozilla 停产。
KaiOS 的主要功能带来了对 4G LTE-E、VoLTE、GPS 和 Wi-Fi 的支持。使用基于 HTML5 的应用程序和更长的电池寿命，优化用户界面，减少内存和能源消耗。 它还具有空中编程功能。 专门的应用程序商店(KaiStore) 使用户能够下载移动流動應用程式 "应用程序"。 一些应用程序是预加载的，包括 Facebook 和 YouTube。 截至 2020年 4月 1日，KaiStore 已有 500 多个应用程序。 移动操作系统在硬件资源使用方面相对较轻，并且能够在只有 256MB 内存的设备上运行。
该操作系统于 2017 年首次发布，由总部位于香港的 KaiOS Technologies Inc. 开发 由首席执行官 Sebastien Codeville 领导的公司，在其他国家设有办事处。 2018年 6月，谷歌在该操作系统上投资了 2200万美元 印度电信运营商 Reliance Jio 也投资 700万美元收购了该公司 16% 的股份。2019年 5月，KaiOS 从国泰创新以及之前的投资者谷歌和 TCL控股追加筹集了 5000万美元。
在 2018年 5月公布的市场份额研究结果中，KaiOS 击败苹果的 iOS 在印度排名第二， Android 以 71% 的份额占据主导地位，尽管下降了 9%。 KaiOS 的增长主要归功于价格具有竞争力的 JioPhone 的普及。 2018年第一季度，生产了 2300万台 KaiOS 设备。 2020年 3月，Mozilla 和 KaiOS Technologies 宣布建立合作伙伴关系，用现代版 Gecko 浏览器引擎和更紧密结合的测试基础设施更新 KaiOS。 这一变化应该会给 KaiOS 带来四年的性能和安全改进以及新功能，包括 TLS 1.3、WebAssembly、WebGL 2.0、渐进式网络应用程序、WebP、AV1 等新视频编解码器以及现代 JavaScript 和层叠样式表(CSS) 功能。

## 合作伙伴
截至2019年7月，KaiOS Technologies已與 Airfind、Facebook、Google、WhatsApp、Twitter、Bullitt、Doro、HMD Global、Micromax、恩智浦半导体、展讯、高通、Jio、Sprint、AT&T、T-Mobile达成合作。

## 发布历史
| 版本    | 时间       | 新功能 | 使用的设备                      |
| ------- | ---------- | --- | ------------------------------- |
| 1.0     | 2017年3月  | 首款 KaiOS 智能功能翻盖手机 |                                 |
| 2.0     | 2017年7月  | Gecko 48 的主要核心升级 |                                 |
| 2.5.0   | 2017年11月 | 服务和第 3方应用程序 | Nokia 8110 4G                   |
| 2.5.1   | 2018年7月  | KaiStore、KaiAccount 和高级功能、WhatsApp |                                 |
| 2.5.1.1 | 2018年9月  | 次要系统更新 |                                 |
| 2.5.2   | 2018年12月 | KaiAds 和基于 SIM 的客户。 |                                 |
| 2.5.3   | 2019年7月  | 重大服务升级，位置服务增强 | Nokia 2720 Flip Nokia 800 Tough |
| 2.5.3.1 | 2020年2月  | 小系统更新，通知增强 |                                 |
| 2.5.3.2 | 2020年5月  | 设备融资计划，双卡 LTE 支持 |                                 |
| 2.5.4   | 2020年8月  | LF 1.6 集成，北美要求 |                                 |
| 3.0     | 2021年9月  | 主要平台升级，Gecko 升级 从版本 48（2016年）到版本 84（2020年 12月）。 如果没有开发人员适应此操作系统版本并将更新发布到商店，旧应用程序将无法运行。 WhatsApp 不再适用于 KaiOS v3。 | Nokia 6300 4G Nokia 8000 4G     |
| 3.1     | 2022年3月  | 次要系统更新 | Nokia 2760 Flip                 |